# Ligne de tramway 32 (SNCV Groupe du Centre)
La ligne 32 est une ancienne ligne du tramway du Centre de la Société nationale des chemins de fer vicinaux (SNCV) qui reliait Familleureux à Manage.

## Histoire
État au 1er janvier 1950 : 32 Familleureux Gare - Manage Gare.
26 septembre 1971 : suppression. Fermeture à tout trafic de la section La Croyère Pont du Thiriau - Familleureux Gare.

### Monographies
- Association ferroviaire des cheminots de Charleroi (AFCC) et Patrimoine ferroviaire et tourisme (PFT), Les tramways vicinaux de Charleroi et du Centre, Éditions Patrimoine ferroviaire et tourisme, 1996, 229 p.